# Ntabankulu
Ntabankulu (ehemals Tabankulu) ist eine Stadt in der Provinz Ostkap in Südafrika. Sie ist Sitz der Gemeinde Ntabankulu im Distrikt Alfred Nzo.

## Geographie
2011 hatte Ntabankulu 3266 Einwohner. 92 Prozent der Bewohner gaben 2011 isiXhosa als Muttersprache an. Der Name der Stadt bezieht sich auf den isiXhosa-Ausdruck für „Großer Berg“. Der Ort ist ländlich geprägt.

## Geschichte
Bis 1994 gehörte der Ort zum Homeland Transkei.

## Verkehr
Ntabankulu ist nicht direkt an Fernstraßen angebunden. Die National Route 2 führt in etwa 25 Kilometer Entfernung am Ort vorbei.